# Katastrální dub

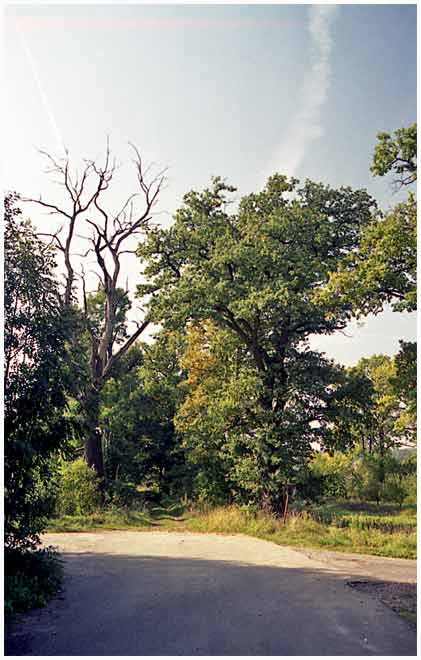
alej u Katastrálního dubu

Katastrální dub je památný strom, který roste na katastrálním území Lázně Bohdaneč jihozápadně od vesnice Hrádek. Je považovaný za nejstarší strom Pardubicka.

## Základní údaje
- název: Katastrální dub, Dub v Hrádku
- výška: 26 m (1993)[2], 26 m (~2002)[3]
- obvod: 635 cm (1978), 650 cm (1993)[2], 670 cm (~2002)[3], 667 cm (2009, AOPK)
- věk: >400 let (~2002)[3], 600 let (1993)[2]
- sanace: ano (řez)
- zdravotní stav: 1 (1978), 2 (1993), 3 (2009)

Památný dub roste u bývalé cesty vedoucí z obce Hrádek do Lázní Bohdaneč, je prvním vpravo. Přístupný je nejsnáze z vesnice Hrádek. Původní vyhlašovací dokumentace z roku 1978 udává jako polohu katastrální území Srch-Hrádek, ale podle oficiální evidence památných stromů AOPK ČR i katastrální mapy roste již v katastrálním území Lázně Bohdaneč.

## Stav stromu a údržba
Průměr koruny dubu je 15 m, obvod kmene je 670 cm, výška 26 m a stáří přes 400 let. Zdravotní stav je přiměřený věku, strom byl ošetřen odstraněním suchých větví a zastřešením dutiny.
Dubová alej, jejíž je součástí, hodně utrpěla při vichřici v roce 2002, kdy několik dubů a jilmů v jeho okolí padlo. Památný dub vydržel pravděpodobně proto, že nemá tak rozložitou korunu.

## Historie a pověsti
Dub se nazývá katastrální proto, že označoval místo styku tří katastrálních území – Hrádek, Doubravice a Bohdaneč. Jako takový je vyznačen i v Josefinském katastru.

## Další zajímavosti
Fotografie dubu se objevila na historické pohlednici Hrádek vydané nákladem Josefy Hruškové. Dubové listy a žaludy připomínající památný dub v Hrádku jsou součástí oficiálního znaku obce Srch.

## Památné a významné stromy v okolí
- Dubová alej Hrádek (u Katastrálního dubu)
- Hrušeň v Srchu
- Jilm u zahrádek